# Acerra
Este artículo es sobre la ciudad de Acerra. Para el cofre de incienso que se utilizaba durante los sacrificios en la Antigua Roma, ver Acerra (cofre de incienso).
Acerra es un municipio italiano localizado en la ciudad metropolitana de Nápoles, región de Campania. Se encuentra a 14 km al noreste de Nápoles. Cuenta con 59.830 habitantes en 54,71 km².
La Catedral de la Asunción de María es sede de la diócesis de Acerra.
Según la tradición, Acerra es la patria de Polichinela, célebre máscara de la Comedia del arte, y alberga un museo a él dedicado.

## Historia
Acerra es una de las más antiguas ciudades de la región, probablemente fundada por los ausonios. Sucesivamente los oscos la llamaron Akeru y fue parte de la dodecápolis etrusca en Campania. Fue la primera ciudad romana a la que se la concedió el estatus de civitas sine suffragio (año 332 a. C.); su nombre en latín era Acerrae. 
La ciudad fue destruida por Aníbal en el 216 a. C., pero fue restaurada en el 210 a. C. Sirvió como base romana durante la guerra Social en el 90 a. C.
En el año 826 los lombardos construyeron aquí un castillo, destruido más tarde por Bono, duque de Nápoles. En 881 fue saqueado por los sarracenos. Más adelante pasó a ser una posesión normanda, sede de un condado.
Como parte del Reino de Nápoles, fue feudo de los Aquino, los Origlia, los Orsini del Balzo y, de 1496 a 1812, de los Cardenas. Hasta 1927 formó parte de la antigua provincia de Terra di Lavoro. Durante la Segunda Guerra Mundial, fue escenario de una terrible masacre perpetrada por los nazis.

## Demografía
| Gráfica de evolución demográfica de Acerra entre 1861 y 2011 |
|                                                              |
| Fuente ISTAT - elaboración gráfica de Wikipedia              |

## Transportes

### Carreteras
- ex Strada statale 162 NC Asse Mediano
- Strada statale 7 bis di Terra di Lavoro
- ex Strada statale 162 dir del Centro Direzionale

### Ferrocarril
En el territorio municipal se encuentran dos estaciones de ferrocarril: la estación de Trenitalia Acerra, ubicada en la línea férrea Roma-Cassino-Nápoles, y la homónima estación de la red "Circumvesuviana". 

## Galería

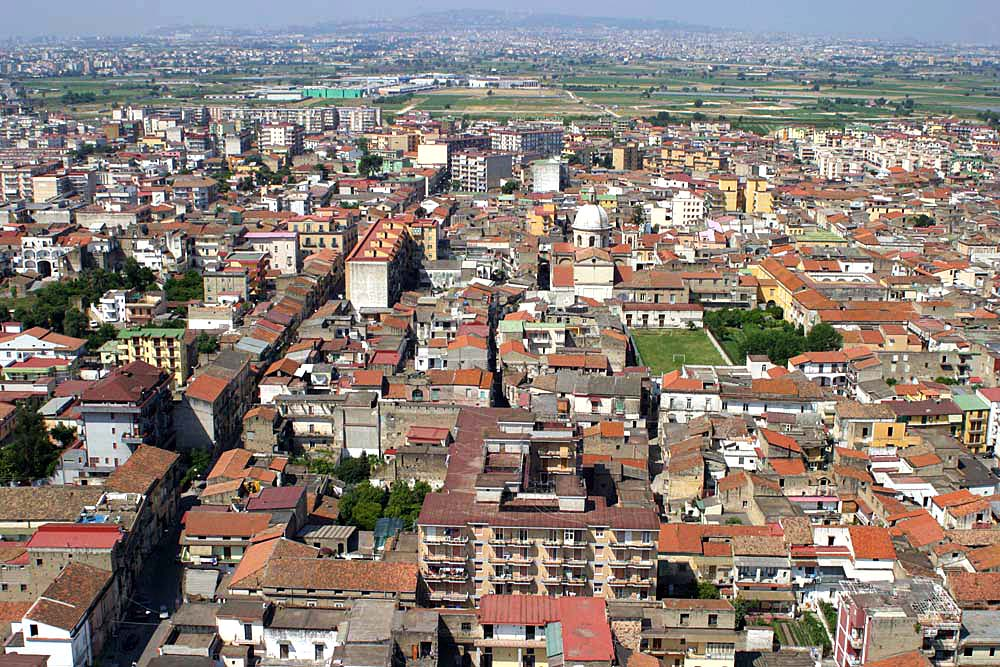
Vista panorámica.
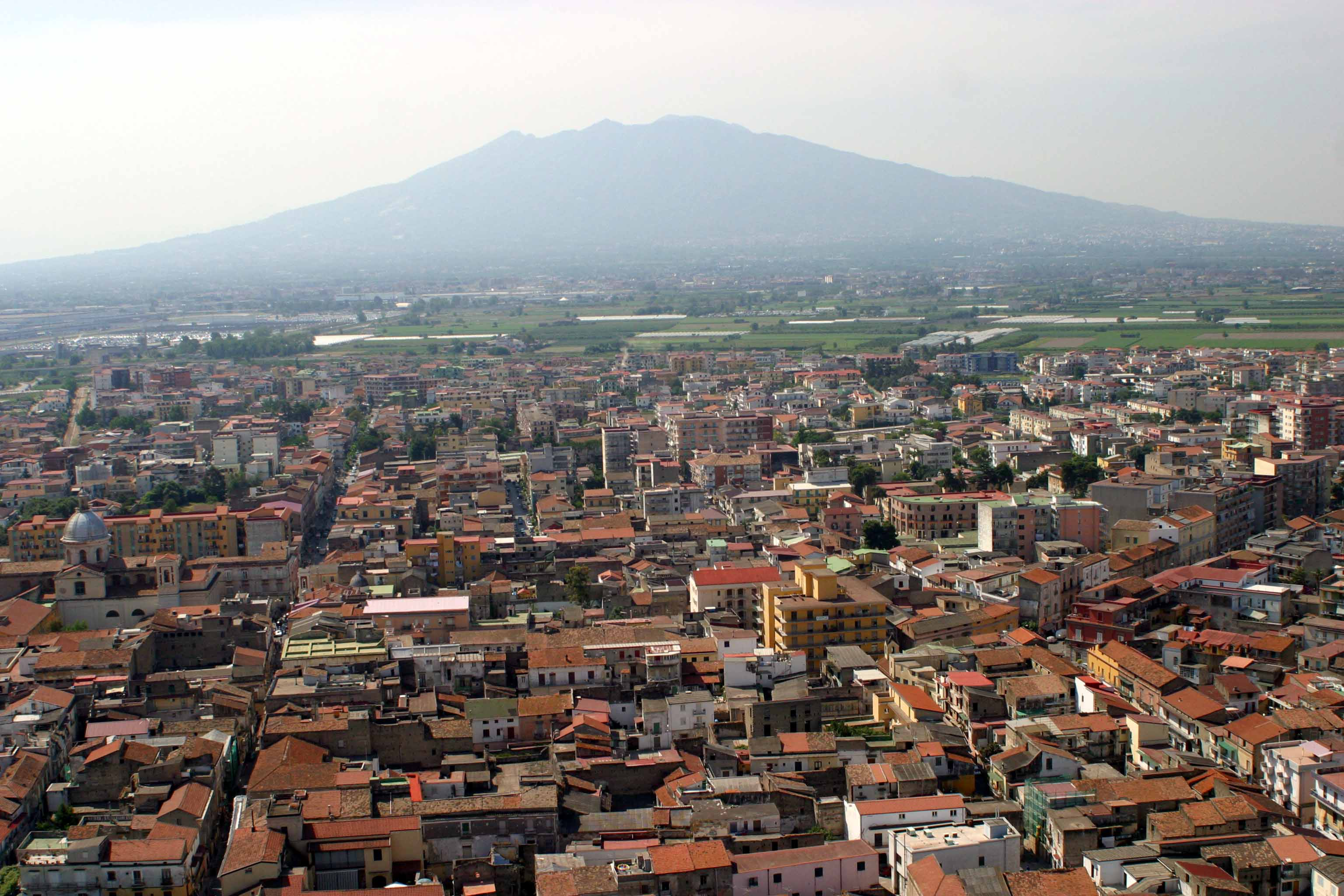
Vista panorámica con el Vesubio al fondo.
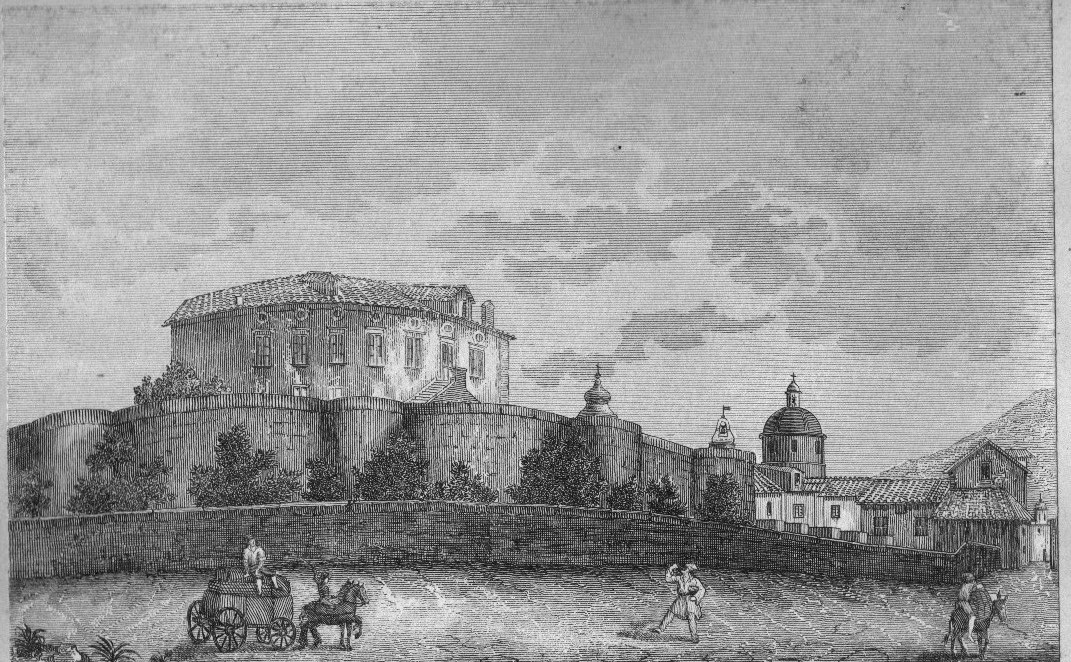
El Castillo de Acerra en un grabado del siglo XIX.
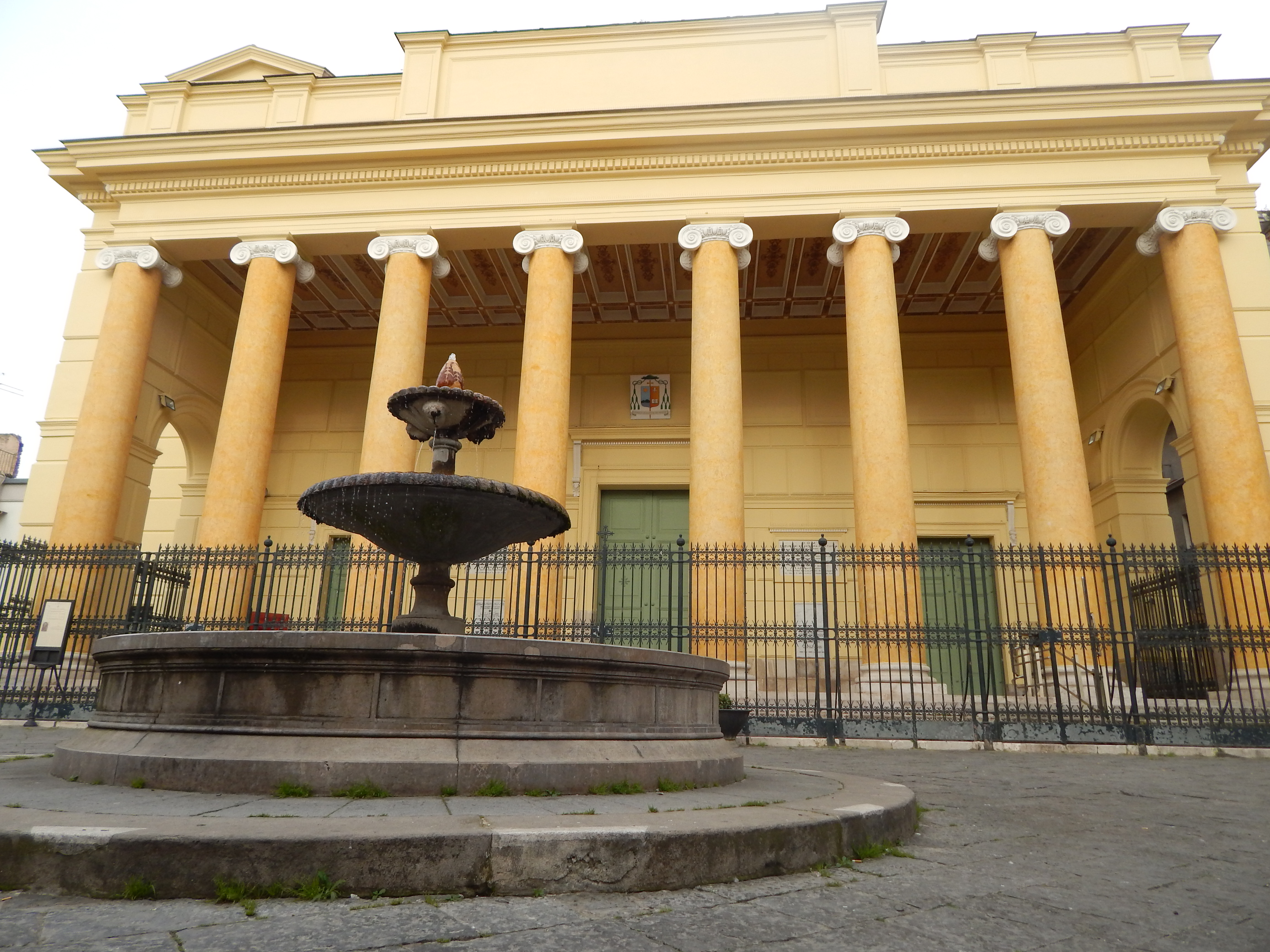
La Catedral de la Asunción de María.
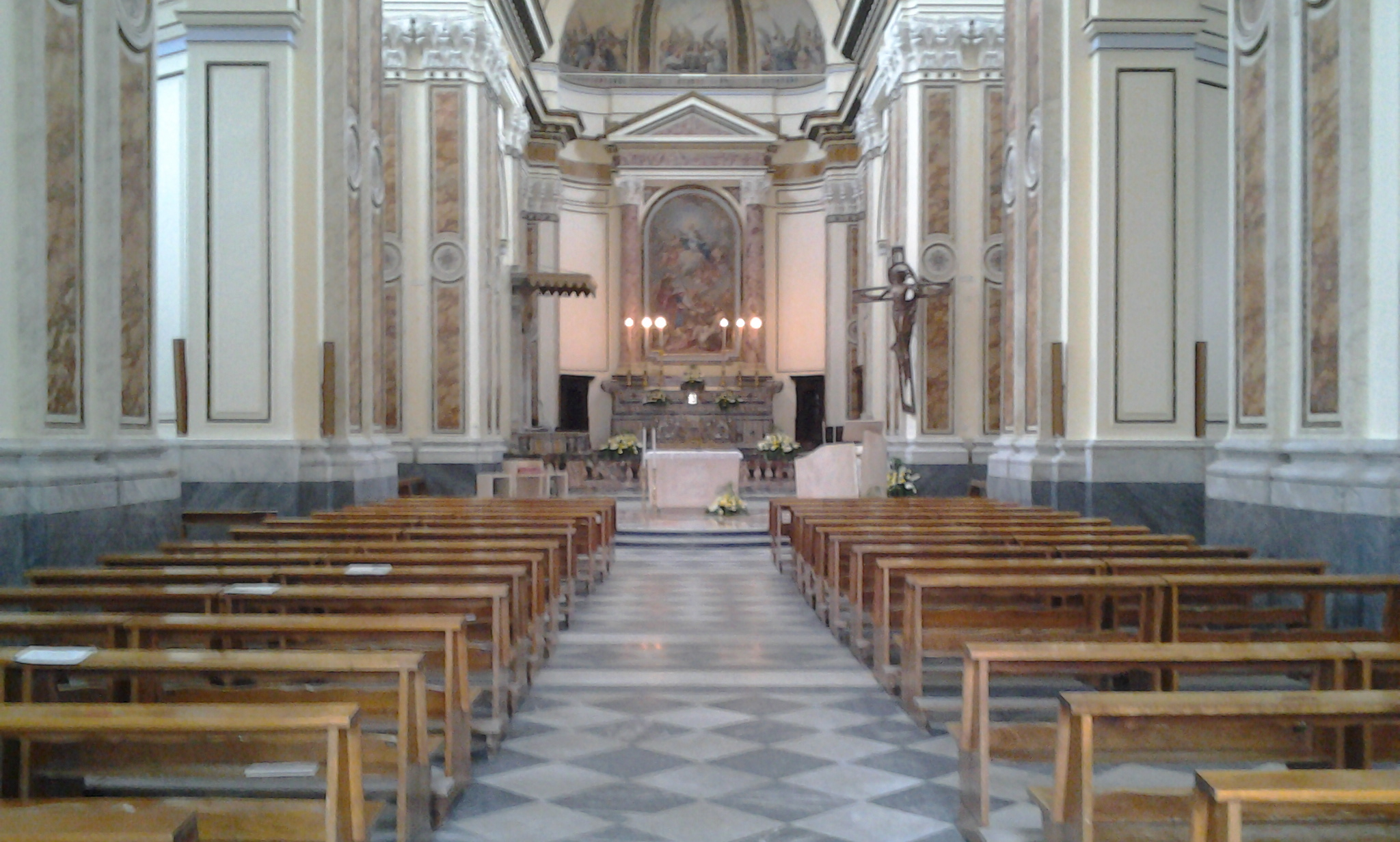
Interior de la Catedral.
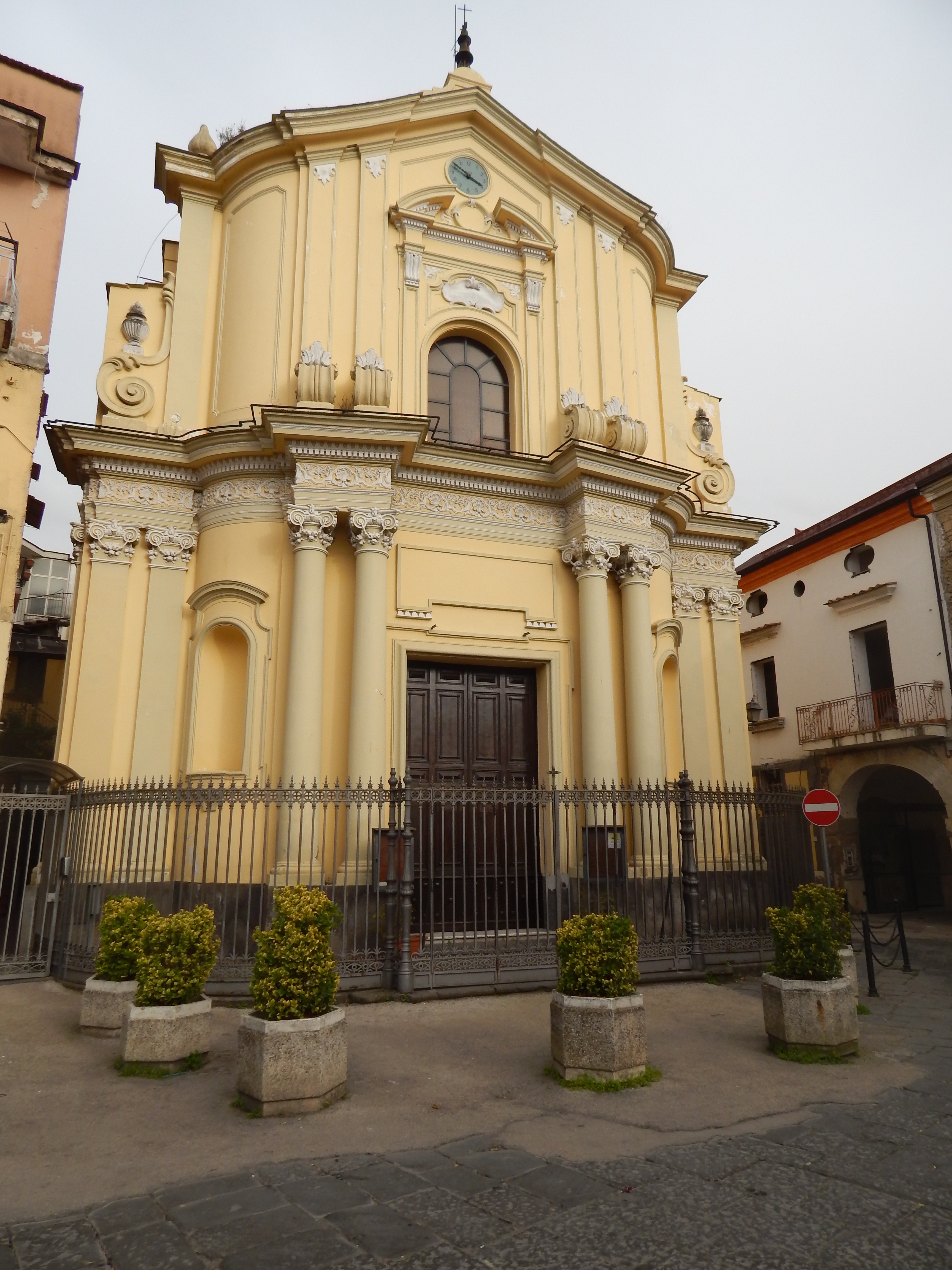
Iglesia del Suffragio.
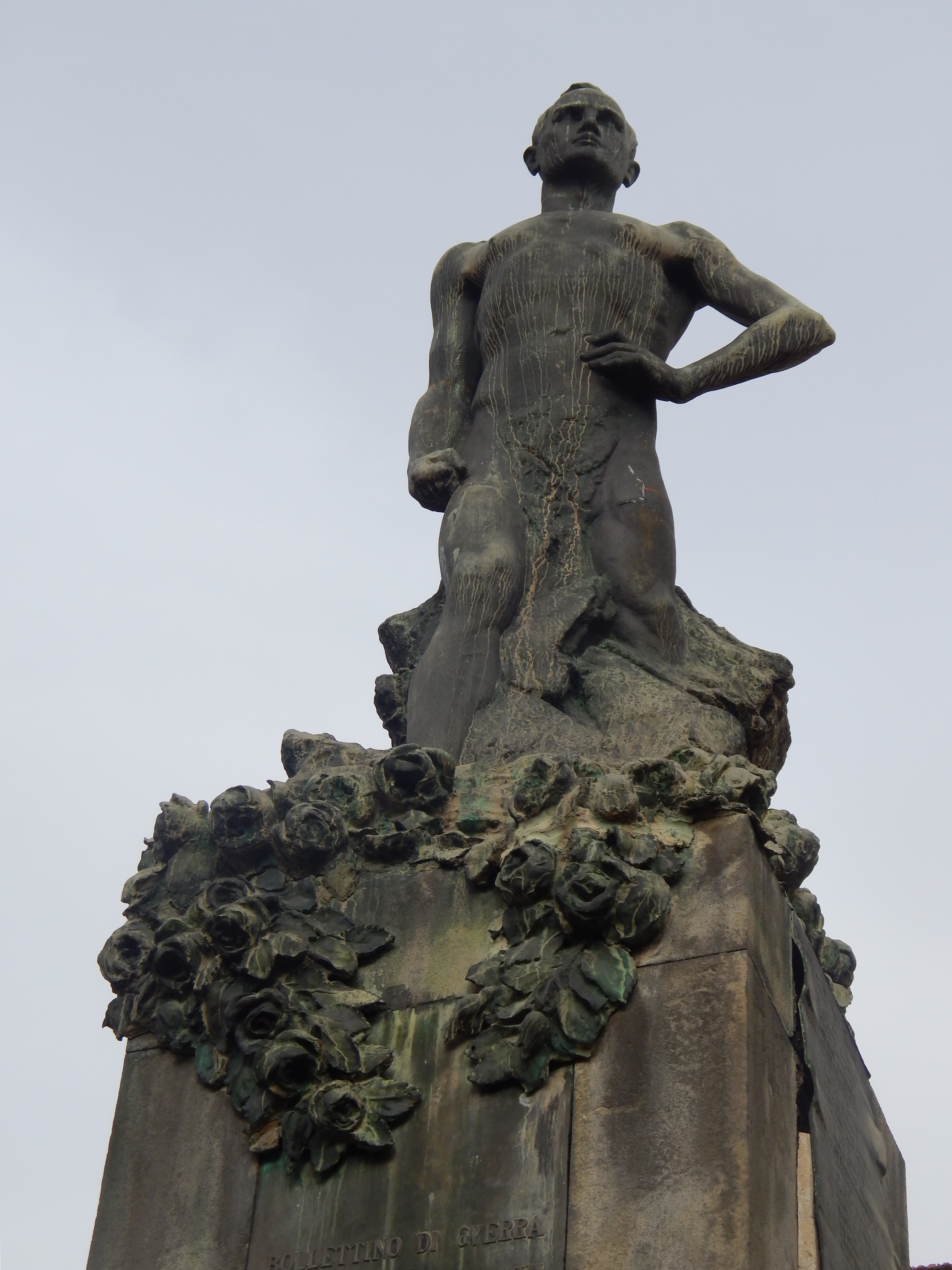
Monumento al Soldado Desconocido.
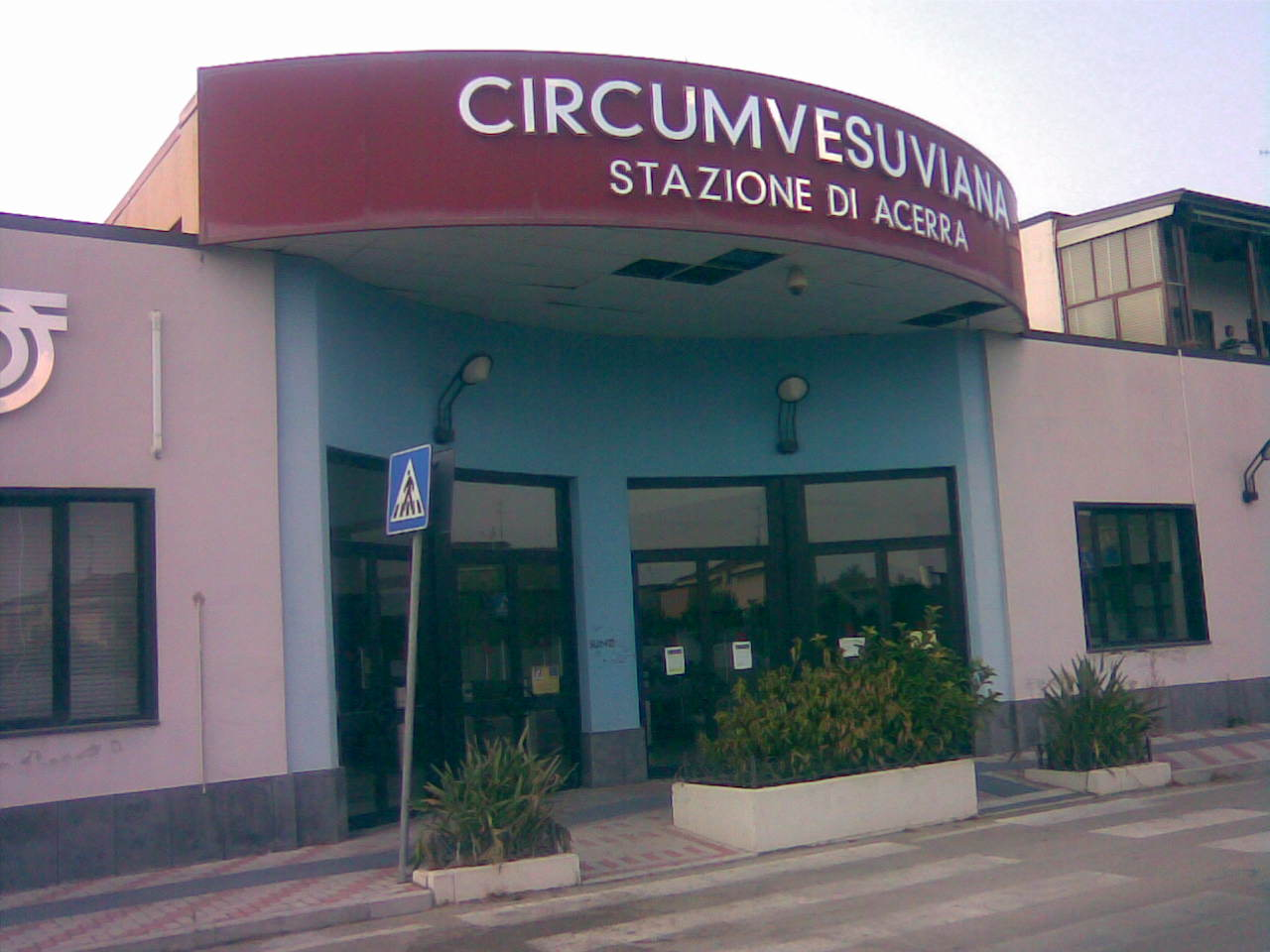
Estación de ferrocarril de la "Circumvesuviana".